# Le Train de la clémence

Le Train de la clémence est un film soviétique de 1965 réalisé par Iskander Khamrayev et basé sur un roman de Vera Panova.

## Synopsis
La vie dans un train sanitaire pendant la Grande Guerre patriotique.

## Fiche technique
- Titre : Le Train de la clémence
- Titre original : Poyezd miloserdiya (Поезд милосердия)
- Titre anglais : The Charity Train
- Réalisateur : Iskander Khamrayev
- Scénario : Vera Panova
- Production : Lenfilm
- Pays d'origine :  Union soviétique
- Langue : russe
- Genre : drame historique, film de guerre
- Durée : 87 minutes
- Date de sortie :  Union soviétique : 22 février 1965

## Distribution
- Valentin Zoubkov
- Emma Popova
- Janna Prokhorenko
- Evgueni Lebedev

## Divers
- Le film est fondé sur l'expérience personnelle de Vera Panova, qui, en décembre 1944, dut aller en tant que journaliste sur le train sanitaire 312. Elle en tira un livre (Spoutniki, traduit sous le titre Le Train) qui reçut le prix Staline.